# SPYAIR LIVE at 野音「Just Like This 2011」
『SPYAIR LIVE at 野音「Just Like This 2011」』（スパイエアー・ライブ・アット・やおん・ジャスト・ライク・ディス・にせんじゅういち）は、SPYAIRの3作目の映像作品。2012年3月14日にSony Music Associated Recordsからリリースされた。

## 概要
SPYAIR初のライブDVD。2011年10月30日に、日比谷野外大音楽堂で行われた「LIVE "Just Like This 2011"」の映像が18曲全て収録されている。
『5リオシ!』の最終回SPでは、このライブの模様が一部放送され、ニコニコ生放送でも、アンコール以外の部分は放送されている。
6枚目のシングル『My World』と同時リリースである。

## 収録映像
1. Rockin' the World
  - 1stアルバム収録曲
2. ジャパニケーション
  - 3rdシングル表題曲
3. Last Moment
  - 2ndシングル表題曲
4. 感情ディスコード
  - インディーズ2ndシングル表題曲
5. Beautiful
  - 1stアルバム収録曲
6. Stay together
  - 1stアルバム収録曲
7. My Friend
  - 1stアルバム収録曲

イントロ部分は、IKEのアカペラから始まっている。
8. I miss you
  - 1stアルバム収録曲
9. LINK IT ALL (Acoustic ver.)
  - 4thシングルc/w曲

本ライブでの唯一のアコースティックバージョン。メンバー全員が、前の方に椅子を並べて、座りながら演奏している。
10. DRUM & BASS SOLO 〜ENZEL☆コーナー
KENTAとMOMIKENによるソロが行われている。ENZEL☆コーナーでは、ENZEL☆が、観客にプレゼントを渡すというパフォーマンスを行っている。
ちなみにこの時、IKEとUZはステージ脇に引っ込んでいる。
11. STRONG
  - 1stアルバム収録曲
12. Dead Coaster
  - 3rdシングルc/w曲

この曲では、ステージ上にいるカメラマンを誘導し、自分達をアップにして映したり、MOMIKENとUZが背中合わせに演奏したりするなどのパフォーマンスが行われている。
13. INCOMPLETE
  - 1stシングルc/w曲
14. OVER
  - インディーズ自主製作アルバム『alive』収録曲
15. サムライハート (Some Like It Hot!!)
  - 4thシングル表題曲
16. LIAR
  - 1stシングル表題曲
17. SINGING
  - 1stシングルc/w曲

最後の方の場面では、観客どうしが手を繋ぎ、全員で歌っているのが見られる。

### アンコール
1. BEAUTIFUL DAYS
  - 5thシングル表題曲
2. Just Like This
  - 2ndシングルc/w曲

本ライブのタイトルにもなっている曲である。
3. ENDROLL
BGMは、「Just Like This」である。